# Захід штату Мараньян (мезорегіон)
Захід штату Мараньян (порт. Mesorregião do Oeste Maranhense) — один із п'яти адміністративно-статистичних мезорегіонів в бразильському штаті Мараньян. Населення становить 1361 тис. чоловік на 2006 рік. Займає площу 87 042,406 км². Густота населення — 15,6 чол./км².

## Склад мезорегіону
В мезорегіон входять наступні мікрорегіони:
1. Гурупі
2. Імператріс
3. Піндаре

| Бразилія | Це незавершена стаття з географії Бразилії. Ви можете допомогти проєкту, виправивши або дописавши її. |